# JDS Akebono (DE-201)
Il JDS Akebono (distintivo ottico DE-201) fu un cacciatorpediniere di scorta (talvolta classificato anche come fregata) della Forza di Autodifesa Marittima giapponese, unico della sua classe, entrato in servizio nel 1956.
Il cacciatorpediniere riprendeva il progetto delle contemporanee unità della classe Ikazuchi, ma con una propulsione basata su turbine a vapore invece che motori Diesel; l'unità rimase in servizio fino al 1976, quando fu poi radiata e avviata alla demolizione.

## Caratteristiche
La legge fiscale del 1953 autorizzò l'acquisto per la Forza di Autodifesa Marittima giapponese di due cacciatorpediniere "Tipo A" (ovvero unità di squadra) e di tre cacciatorpediniere "Tipo B" (ovvero più piccole unità di scorta) per l'anno a seguire. Dei tre cacciatorpediniere "Tipo B", due unità avrebbero ricevuto una propulsione basata su motori Diesel, andando quindi a costituire la futura classe Ikazuchi di cacciatorpediniere di scorta; la terza unità, il futuro Akebono, avrebbe invece ricevuto un apparato motore basato su turbine a vapore.
Lo scafo dell'Akebono riprendeva quello degli Ikazuchi, ma con dimensioni maggiorate: la lunghezza fuori tutto era di 91,8 metri (89,5 metri tra le perpendicolari), la larghezza massima di 8,5 metri e il pescaggio a pieno carico di 3,4 metri; il dislocamento standard era di 1.092 tonnellate, che salivano a 1.372 tonnellate con la nave a pieno carico. Il sistema propulsivo, come detto, si basava su due turbine a vapore della Ishikawajima, alimentate da due caldaie della Foster Wheeler e azionanti due alberi motore; i fumi erano convogliati in due fumaioli (invece che uno come sugli Ikazuchi). L'apparato propulsivo era capace di generare una potenza di 18.000 shp (13.000 kW), sviluppando così una velocità massima di 28 nodi (52 km/h) superiore ai 25 nodi dei meno potenti Ikazuchi. L'equipaggio ammontava a 193 tra ufficiali e marinai.
I sistemi d'arma, tutti di origine statunitense, erano identici a quelli degli Ikazuchi. L'armamento d'artiglieria verteva su due cannoni da 76 mm con canna lunga 50 calibri, collocati in installazioni singole a prua e poppa, mentre come armamento antiaereo vi erano due impianti binati di cannoni Bofors 40 mm; l'equipaggiamento per la lotta antisommergibile, la principale vocazione per l'unità, consisteva in un mortaio tipo "Porcospino" a prua e otto lanciatori e due rastrelliere per bombe di profondità collocate a poppa. L'apparato di sensori comprendeva due radar OPS-2 e OPS-3, e due impianti sonar QHBa e QDA.

## Storia
L'unità fu impostata il 10 dicembre 1954 nei cantieri della Ishikawajima di Kōbe, venendo varata il 30 ottobre 1955 con il nome di JDS Akebono ed entrando quindi in servizio il 20 marzo 1956. Nel corso della sua carriera l'unità non fu mai coinvolta in particolari eventi militari, svolgendo attività di servizio nelle acque di casa.
Benché le turbine a vapore potessero generare una potenza maggiore e quindi una velocità maggiore, la Marina giapponese apprezzò di più la propulsione Diesel degli Ikazuchi che fu poi adottata su tutte le successive classi di cacciatorpediniere di scorta nipponiche; l'Akebono rimase quindi un'unità sperimentale e unica della sua classe. La nave fu modernizzata nel marzo 1959, subendo varie modifiche ai suoi sistemi: i cannoni da 76 mm furono sostituiti da pezzi di eguale calibro ma di un modello più aggiornato, venne sbarcato uno degli impianti binati da 40 mm nonché metà dei lanciatori di bombe di profondità, e fu aggiunto un nuovo apparato radar Mk 34.
L'unità fu infine ritirata dal servizio attivo il 31 marzo 1976 per essere convertita in unità d'addestramento; lo scafo fu infine avviato alla demolizione nel 1983.